# Mynydd Marian
Mynydd Marian är en by i Conwy i Wales. Byn är belägen 203,4 km 
från Cardiff. Orten har 1 096 invånare (2016).